# Barabasteppe
Koordinaten: 55° 42′ 0″ N, 78° 0′ 0″ O

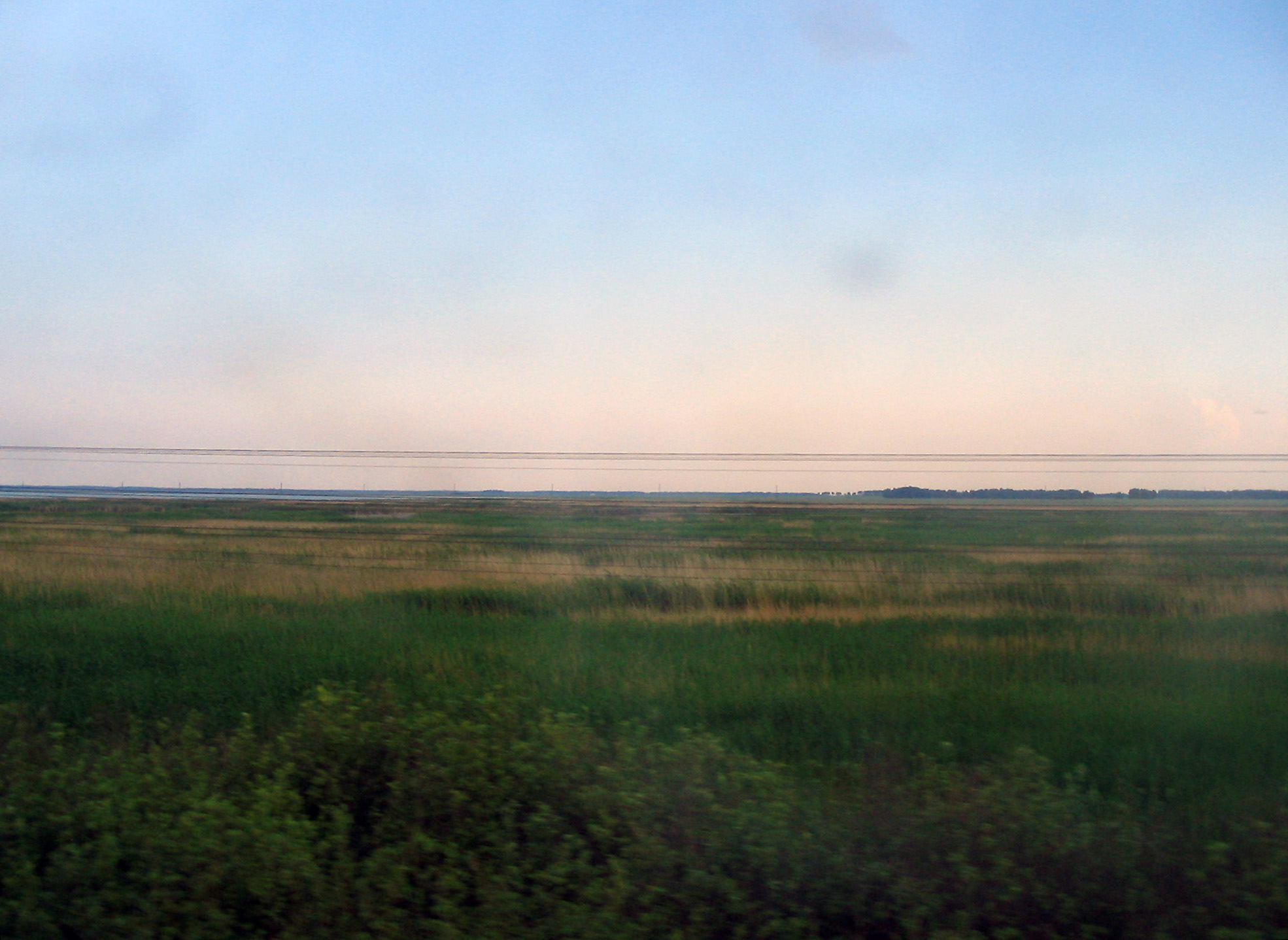
Die Barabasteppe (aufgenommen aus einem Transsib-Zug)

Die Barabasteppe (russisch Бара́бинская ни́зменность, Barabinskaja nismennost, Baraba-Tiefebene; seltener Бара́бинская степь, Barabinskaja step oder verkürzt Бара́ба, Baraba; deutsch auch Barabinsker Steppe) ist eine Landschaft im Südosten des Westsibirischen Tieflands zwischen Ob und Irtysch in Russland.

## Lage
Es handelt sich um eine leicht hügelige Waldsteppenebene mit einer Fläche von 117.000 km². Sie nimmt den Westen der Oblast Nowosibirsk und den Osten der Oblast Omsk ein, geht im Norden in die Sumpflandschaft der Wassjuganje und im Süden in die Kulundasteppe über. Die Steppe wird in ihrem Zentralteil von der Transsibirischen Eisenbahn (Abschnitt Omsk – Nowosibirsk) durchquert. Die Barabasteppe liegt 100 bis 150 m über dem Meeresspiegel.

## Vegetation
Insbesondere der Süden der Barabasteppe wird von parallelen, in west-östlichen Richtungen verlaufenden langgestreckten Erhebungen geprägt, Griwy (Singular: Griwa) genannt. Diese Erhebungen sind mit Grassteppe bedeckt, die von Birkenwäldern unterbrochen wird. Verbreitet sind Schwarzerdeböden. Die zwischen den Erhebungen liegenden, teils abflusslosen Niederungen werden vielfach von Seen eingenommen, so dem salzigen Tschanysee, dem Ubinskojesee und dem Sartlansee. Für die Niederungen sind Sphagnummoore und Salzwiesen charakteristisch.

## Nutzung
Die Barabasteppe gehört zu den wichtigsten Landwirtschaftsgebieten Sibiriens. Es werden insbesondere Ackerbau und Milchviehwirtschaft betrieben. Die Urbarmachung begann im 18. Jahrhundert, wurde ab der zweiten Hälfte des 19. Jahrhunderts und besonders ab den 1930er Jahren durch meliorative Maßnahmen, u. a. Trockenlegung von Sümpfen und Seen, intensiviert. Heute wird der größte Teil der Barabasteppe von Äckern und Weiden eingenommen, während die ursprüngliche Vegetation stark zurückgedrängt wurde.